# 九圩金線魮
九圩金線魮，又稱九圩金線䰾（学名：Sinocyclocheilus jiuxuensis）为輻鰭魚綱鯉形目鲤科金線魮屬的其中一種。分布於亞洲中國廣西壯族自治區河池市九圩鎮地下河流域，本魚體延長且側扁，頭部扁平呈鴨嘴狀，背部隆起，吻圓鈍，口下位，具觸鬚2對，眼小，側線明顯體被鱗片，側線鱗片42-51枚，尾鰭叉形，胸鰭長超過腹鰭起點，腹鰭起點起於背鰭起點前下方，背鰭軟條7枚， 臀鰭軟條5枚，脊椎骨36-38個，體色淡粉紅色，體側無斑點，體長可達13.6公分，棲息在地下河底中層水域，生活習性不明。

## 扩展阅读
維基物種上的相關：九圩金線魮